# Hoplocorypha distinguenda
Hoplocorypha distinguenda es una especie de mantis de la familia Thespidae.

## Distribución geográfica
Se encuentra en Nigeria.